# Christian Friedrich Rüdiger
Christian Friedrich Rüdiger (* 4. August 1760 in Leipzig; † 5. Juni 1809 ebenda) war ein deutscher Astronom und Hochschullehrer.

## Leben
Rüdiger war Sohn eines Lohgerbers. Er absolvierte bis 1777 oder 1779 die Leipziger Nikolaischule. Bis 1786 studierte er, obwohl er zunächst Rechtswissenschaften studieren sollte, an der Universität Leipzig Naturwissenschaften. Er erhielt am 17. Juli 1785 gleichzeitig den Bakkalaureus- und Magistergrad. Im Frühjahr 1786 wurde er schließlich mit der Dissertation Specimen analyticum de lineis curvis secundi ordinis promoviert. 1790 habilitierte er sich an der Leipziger Universität. Anschließend lehrte er als Privatdozent für Mathematik und Astronomie.
Rüdiger wurde 1791 zum Observator der Universitätssternwarte auf der Pleißenburg und zugleich zum außerordentlichen Professor der Mathematik und Astronomie an die Philosophische Fakultät der Universität Leipzig. Am 3. März 1792 hielt er seine Antrittsvorlesung zur Brechung des Sternenlichts.
Rüdiger war korrespondierendes Mitglied der Akademie der Wissenschaften zu Göttingen sowie Mitglied der ökonomischen Societät zu Leipzig. 1909 wurde die Rüdigerstraße in Leipzig nach ihm benannt.

## Werke (Auswahl)
- De effectu refractionis in ortum et occasum stellarum computando, Leipzig 1784.
- Specimen analyticum de lineis curvis secundi ordinis, Leipzig 1786.
- Anleitung zur Kenntnis des gestirnten Himmels für jede Klasse von Lesern, Müller, Leipzig 1786.
- Darstellung der neuen Methode des Herrn Du Sejour, Sonnen- und Mondfinsternisse für einen gegebenen Ort analytisch zu berechnen, Leipzig 1794
- Praktische Anweisung zur Berechnung und Verzeichnung der Sonnen- und Mondfinsterniße, Leipzig 1796.
- Handbuch der rechnenden Astronomie, 3 Bände, Joachim, Leipzig 1802.